# Pierre Fevret
Pour les articles homonymes, voir Fevret.
Pierre Fevret, fils de Charles Fevret, né à Dijon le 28 novembre 1625, décédé à Dijon le 27 décembre 1706.
Conseiller clerc au Parlement de Bourgogne à Dijon, il fonda la bibliothèque de cette ville.
Par un codicille du 15 février 1701 à son testament holographe du 23 novembre 1699, il lègue aux révérends pères jésuites de Dijon sa bibliothèque, ses estampes, bustes, tableaux, médailles et instruments de mathématique. En augmentation, il charge ses héritiers de fournir tous les ans a perpétuité la somme de cent livres, pour être employée en achat de livres, dont le choix sera fait par ses héritiers, et les pères jésuites. Une résolution stipule que deux jours chaque semaine la bibliothèque soit ouverte.

## Source
Cet article comprend des extraits du Dictionnaire Bouillet. Il est possible de supprimer cette indication, si le texte reflète le savoir actuel sur ce thème, si les sources sont citées, s'il satisfait aux exigences linguistiques actuelles et s'il ne contient pas de propos qui vont à l'encontre des règles de neutralité de Wikipédia.